# 리처드 윈저
리처드 윈저(Richard Winsor, 1982년 ~ )는 잉글랜드의 배우 및 댄서이다. 드라마 《홀리옥스》에서 파더 프랜시스 역할로 출연하였으며, 영화 《스트리트댄서》에서 토머스 역할로도 출연하였다. 《매튜 본의 백조의 호수 3D》에서도 백조 역할을 맡았다.